# Federazione di rugby a 15 della Svezia
Svenska Rugbyförbundet (Federazione svedese di rugby) è l'organo di governo del rugby a 15 in Svezia. È stata fondata nel 1932 ed è stata affiliata all'International Rugby Board nel 1988.
Dal 2013 presidente della Federazione è Madeleine Lathi, la quale è succeduta a Stina Leijonhufvud, che fu, nel 2010, la prima donna a presiedere tale organismo nella storia del rugby svedese.